# Little River, Kalifornien
Little River är en ort i Mendocino County i delstaten Kalifornien, USA.